# Ivan Lepinjica
 (août 2025).
Ivan Lepinjica, né le 9 juillet 1999 à Rijeka en Croatie, est un footballeur croate qui évolue au poste de milieu de terrain à l'Arminia Bielefeld, en prêt du HNK Rijeka.

## Biographie

### En club
Ivan Lepinjica est formé en Croatie par le club de sa ville natale, l'HNK Rijeka, qu'il rejoint en 2013 en provenance du NK Pazinka. Il effectue cependant ses débuts en professionnel avec le club du NK Zadar, où il est prêté pour la première partie de l'année 2018. Il joue en tout 14 matchs et inscrit deux buts avec cette équipe.
De retour dans son club formateur, il réalise sa première apparition avec l'équipe première le 22 février 2019, face au NK Rudeš, en championnat. Il entre en jeu en cours de partie ce jour-là, et son équipe s'impose sur le score de quatre buts à deux. Le 17 mars suivant, face au NK Osijek, pour sa première titularisation en championnat, Lepinjica se fait remarquer en inscrivant son premier but pour Rijeka, contribuant ainsi à la victoire de son équipe (3-1). Cette saison là, il participe au bon parcours de son équipe en Coupe de Croatie, qui se hisse jusqu'en finale. Celle-ci a lieu le 22 mai 2019, et Rijeka affronte l'un des cadors du championnat, le Dinamo Zagreb. Lepinjica est titulaire ce jour-là, et son équipe fait l'exploit de remporter la partie sur le score de trois buts à un. Ivan obtient donc le premier trophée de sa carrière avec ce succès.
Suivi de près par plusieurs clubs anglais, Lepinjica est l'une des pistes envisagées par les Glasgow Rangers lors de l'été 2021,.
Le 12 août 2022, Ivan Lepinjica rejoint l'Arminia Bielefeld sous la forme d'un prêt d'une saison avec option d'achat.

### En sélection
Ivan Lepinjica reçoit sa première sélection avec l'équipe de Croatie espoirs le 5 septembre 2019, face aux Émirats arabes unis, en match amical. Il entre en jeu à la place de Darko Nejašmić ce jour-là, et son équipe s'impose sur le score de trois buts à zéro.

## Palmarès
HNK Rijeka
- Vainqueur de la Coupe de Croatie en 2019.